# Ler LaLonde

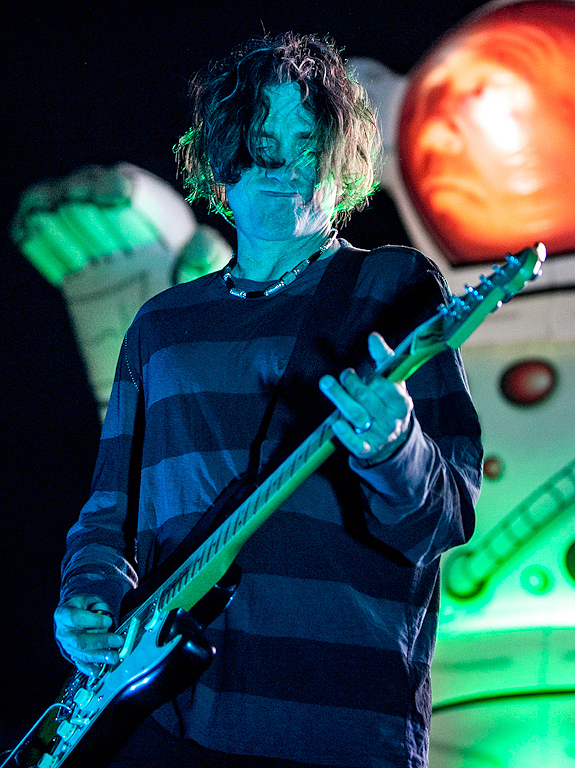
LaLonde mit Primus, 2012

Larry „Ler“ LaLonde (bürgerlich Lawrence LaLonde; * 12. September 1968 in El Sobrante, Kalifornien) ist ein US-amerikanischer Musiker. Er ist als Gitarrist der Crossover-Band Primus bekannt geworden. 
Als Musiker begann Larry LaLonde im Metal mit der Band Possessed. Schließlich spielte er zusammen mit Les Claypool ab 1987 in der Thrash-Metal-Band Blind Illusion. Weiterhin spielte er in der Bay-East-Punk-Band „Corrupted Morals“ und nahm mit ihnen 1989 die Platte Cheese It bei Lookout Records auf.
Während einer Schaffenspause von Primus konnte man ihn noch auf der Fishbone-Platte The Friendliest Psychosis of All von 2002 hören. Weiterhin hat Larry noch ein Nebenprojekt namens No Forcefield gegründet, welches 2000 und 2002 jeweils eine Platte veröffentlichte.

## Diskografie (außer Veröffentlichungen mit Primus)
- Possessed – Seven Churches (1985)
- Possessed – Beyond the Gates (1986)
- Possessed – Eyes of Horror (1987)
- Blind Illusion – The Sane Asylum (1988)
- Corrupted Morals – Think About It (1989)
- Corrupted Morals – Cheese It (1989)
- No Forcefield – Lee’s Oriental Message (2000)
- No Forcefield – God Is An Excuse (2001)
- Zappa Picks – By Larry LaLonde of Primus (2002)

| Personendaten    | Personendaten                                         |
| ---------------- | ----------------------------------------------------- |
| NAME             | LaLonde, Ler                                          |
| ALTERNATIVNAMEN  | LaLonde, Lawrence                                     |
| KURZBESCHREIBUNG | US-amerikanischer Gitarrist der Crossover-Band Primus |
| GEBURTSDATUM     | 12. September 1968                                    |
| GEBURTSORT       | El Sobrante, Kalifornien, USA                         |